# Delfín Gallo
Delfín Gallo è un comune rurale dell'Argentina, appartenente alla provincia di Tucumán, nel dipartimento di Cruz Alta. Si trova a 10 km dalla città di San Miguel de Tucumán.
Deve il suo nome al giornalista e politico tucumano Delfín Gallo (1845-1889).
In base al censimento del 2001, la città contava 8.300 abitanti, con un incremento del 18,05% rispetto al censimento precedente (1991).
Vi ha sede l'Aeroporto Internazionale di Tucumán.